# Cold Roses
Cold Roses je šesti službeni album Ryana Adamsa i njegov prvi s pratećim bendom The Cardinals. U Ujedinjenom Kraljevstvu je objavljen 2. svibnja 2005., a dan kasnije i u Sjedinjenim Državama, kao prvi od tri njegova albuma iz 2005. Cold Roses je u SAD-u prodan u 159 tisuća primjeraka.
Iako sve pjesme mogu stati na standardni 80-minutni disk, objavljene su kao dvostruki album s pakiranjem i dizajnom kako bi izgledao kao vinilni LP.

## Popis pjesama
Sve pjesme napisali su Adams, Bowersock, Cashdollar, Pemberton i Popper.

### Prvi disk
1. "Magnolia Mountain"
2. "Sweet Illusions"
3. "Meadowlake Street"
4. "When Will You Come Back Home"
5. "Beautiful Sorta"
6. "Now That You're Gone"
7. "Cherry Lane"
8. "Mockingbird"
9. "How Do You Keep Love Alive"

### Drugi disk
1. "Easy Plateau"
2. "Let It Ride"
3. "Rosebud"
4. "Cold Roses"
5. "If I Am a Stranger"
6. "Dance All Night"
7. "Blossom"
8. "Life Is Beautiful"
9. "Friends"

### Bonus pjesme
1. "Tonight" (vinil objavljen samo u Ujedinjenom Kraljevstvu)
2. "So Hot, So Cold" (Bonus pjesma objavljena u Japanu i Ujedinjenom Kraljevstvu)
3. "Operator, Operator" (Bonus pjesma objavljena u Japanu)

## Popis izvođača
- Ryan Adams – vokali, akustična i električna gitara, harmonika, klavir
- J.P. Bowersock – električna gitara
- Cindy Cashdollar – Steel gitara, rezonirajuća gitara, vokali
- Brad Pemberton – bubnjevi, vokali
- Catherine Popper – bas, vokali, klavir
- Rachael Yamagata – vokali i klavir na "Let It Ride", "Cold Roses" i "Friends"